# Winnie l'ourson : Je t'aime toi !
Pour plus de détails, voir Fiche technique et Distribution.
Winnie l'ourson : Je t'aime toi ! ou Winnie l'ourson : Un Valentin pour toi ! au Québec (Winnie the Pooh : A Valentine for You) est un long-métrage d'animation des studios Disney. 
Sorti directement en vidéo en 2004 et inspiré des personnages d'A. A. Milne, il est constitué de deux épisodes de la série télévisée Les Nouvelles Aventures de Winnie l'ourson (1988-1991),  Une Saint-Valentin particulière (2.5) et Les Trois Petits Porcinets (2.8), et du court téléfilm  Winnie l'ourson : Je t'offre mon cœur (1999).

## Synopsis

### Je t'offre mon cœur (A Valentine for You)
Lorsque Winnie et ses amis découvrent que Jean-Christophe est en train d'écrire une carte de Saint-Valentin pour une fille, ceux-ci pensent qu'il est atteint de la maladie de l'amour. Winnie et toute la bande essaieront donc de guérir leur ami en trouvant un « engouement » (une luciole) pour changer les idées du garçon.

### Une Saint-Valentin particulière (Un-Valentine's Day)
Lorsque Coco Lapin interdit de fêter la Saint-Valentin avec pour cause, les lettres de Saint-Valentin étant trop nombreuses, tous les animaux de la Forêt des rêves bleus sont déçus. Cependant, le matin du 14 février, Winnie reçoit un pot de miel. Il se doit alors de rendre la pareille et faire un cadeau à son tour. S'ensuit alors une chaîne de don de cadeaux entre tous les amis de Winnie.

### Les Trois Petits Porcinets (Three Little Piglets)
Lors d'une soirée, Winnie, Tigrou et Coco Lapin racontent l'histoire des Trois Petits Cochons d'une toute nouvelle manière mettant en vedette Porcinet.

## Fiche technique
- Titre original : Winnie the Pooh : A Valentine for You
- Titre français : Winnie l'ourson : Je t'aime toi !
- Titre québécois : Winnie l'ourson : Un Valentin pour toi !
- Réalisation : Keith Ingham (A Valentine for You), Ken Kessel et Ed Ghertner (Un-Valentine's Day, Three Little Piglets)
- Scénario : Carter Crocker (A Valentine for You, Three Little Piglets)
- Musique : Carl Johnson (A Valentine for You) ; Steve Nelson et Thomas Richard Sharp (Un-Valentine's Day, Three Little Piglets, Places in the Heart)
  - Chansons : Richard M. Sherman et Robert B. Sherman (Winnie the Pooh), Michael et Patty Silversher (Girls are Like Boys, When the Love Bug Bites, Places in the Heart)
- Sociétés de production : Walt Disney Television Animation, Disneytoon Studios
- Société de distribution : Buena Vista Home Video
- Pays de production :  États-Unis
- Langue originale : anglais
- Format : Couleurs - vidéo - 1,33:1 - son stéréo
- Durée : 50 minutes
- Dates de sortie :
  - États-Unis : 6 janvier 2004
  - France : 2005

## Distribution

### Voix originales
- Jim Cummings : Winnie the Pooh (Winnie l'ourson en VF) / Tigger (chant)
- Paul Winchell : Tigger (Tigrou en VF)
- John Fiedler : Piglet (Porcinet en VF)
- Steven Schatzberg : Piglet (chant)
- Ken Sansom : Rabbit (Coco Lapin en VF)
- Brady Bluhm : Christopher Robin (Jean-Christophe en VO) (A Valentine for You)
- Tim Hoskins : Christopher Robin (Un-Valentine's Day, Three Little Piglets)
- Andre Stojka : Owl (maître Hibou en VO)  (A Valentine for You)
- Hal Smith : Owl  (Un-Valentine's Day, Three Little Piglets)
- Peter Cullen : Eeyore (Bourriquet en VF)
- Michael Gough : Gopher (Grignotin en VF)
- Jerome Beidler : Roo (Petit Gourou en VO) (A Valentine for You)
- Nicholas Melody : Roo (Un-Valentine's Day, Three Little Piglets)
- Patricia Parris : Kanga (Maman Gourou en VO) (Un-Valentine's Day, Three Little Piglets)
- David Warner : Narrator (le narrateur en VF)

### Voix françaises
- Roger Carel : Winnie l'ourson / Porcinet / Coco Lapin
- Jean-Claude Donda : Winnie l'ourson (chant)
- Patrick Préjean : Tigrou
- Hervé Rey : Porcinet (chant)
- Gwenaël Sommier : Jean-Christophe
- Bernard Alane : maître Hibou
- Henry Djanik : Bourriquet
- Wahid Lamamra : Bourriquet (chant)
- Guy Piérauld : Grignotin
- Céline Monsarrat : Maman Gourou
- Camille Donda : Petit Gourou
- François Berland : Narrateur

### Voix québécoises
- Pierre Lacasse : Winnie l'ourson
- Daniel Picard : Tigrou
- Daniel Lesourd : Porcinet
- Alain Gélinas : Coco Lapin
- Xavier Morin-Lefort : Jean-Christophe
- Maxime Généreux : Jean-Christophe (chant)
- Jacques Lavallée : maître Hibou
- Serge Turgeon : Bourriquet
- Pierre Verville : Grignotin
- Vincent Davy : Narrateur

## Chansons du film
- Winnie l'ourson (Winnie the Pooh) - Chœur
- Les filles, les garçons au Québec (Girls are Like Boys) - Maître Hibou
- Quand l'amour te pique au Québec (When the Love Bug Bites) - Winnie, Porcinet, Tigrou et Coco Lapin
- Une place dans mon cœur au Québec (Places in the Heart) - Jean-Christophe et tous les autres animaux